# Melitta Brunner
Melitta Brunner (Vienna, 28 luglio 1907 – Filadelfia, 26 maggio 2003) è stata una pattinatrice artistica su ghiaccio austriaca.

## Palmarès

### Individuale femminile
| Internazionali            | Internazionali | Internazionali | Internazionali | Internazionali | Internazionali |
| Evento                    | 1926           | 1927           | 1928           | 1929           | 1930           |
| ------------------------- | -------------- | -------------- | -------------- | -------------- | -------------- |
| Giochi olimpici invernali |                |                | 7°             |                |                |
| Campionati mondiali       |                |                | 5°             | 3°             | 5°             |
| Nazionali                 |                |                |                |                |                |
| Campionati austriaci      | 2°             | 2°             | 2°             | 2°             | 2°             |

### Coppie con Ludwig Wrede
| Internazionali            | Internazionali | Internazionali | Internazionali | Internazionali | Internazionali | Internazionali |
| Evento                    | 1922           | 1923           | 1924           | 1928           | 1929           | 1930           |
| ------------------------- | -------------- | -------------- | -------------- | -------------- | -------------- | -------------- |
| Giochi olimpici invernali |                |                |                | 3°             |                |                |
| Campionati mondiali       |                |                |                | 3°             | 2°             | 2°             |
| Nazionali                 |                |                |                |                |                |                |
| Campionati austriaci      | 3°             | 1°             | 2°             |                | 3°             | 1°             |